# فبوکسوستات
فبوکسوستات (انگلیسی: Febuxostat) دارویی خوراکی است که برای کاهش سطوح بالای اسید اوریک برای درمان طولانی مدت به کار می‌رود. این دارو به‌طور کلی تنها برای افرادی که نمی‌توانند آلوپورینول مصرف کنند توصیه می‌شود.
عوارض جانبی رایج شامل مشکلات کبدی، حالت تهوع، درد مفاصل و بثورات پوستی است. عوارض جانبی جدی شامل افزایش خطر مرگ در مقایسه با آلوپورینول، سندرم استیونز-جانسون، و آنافیلاکسی است. مصرف در دوران بارداری یا شیردهی توصیه نمی‌شود. این ماده گزانتین اکسیداز را مهار می‌کند و در نتیجه تولید اسید اوریک را در بدن کاهش می‌دهد.

## کاربرد پزشکی
فبوکسوستات برای درمان نقرس مزمن و هیپراوریسمی استفاده می‌شود. فبوکسوستات معمولاً تنها برای افرادی توصیه می‌شود که آلوپورینول را تحمل نمی‌کنند.

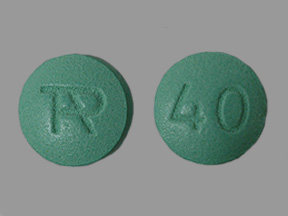
قرص ۴۰ میلی‌گرمی فبوکسوستات

## عوارض جانبی
عوارض جانبی مرتبط با درمان با فبوکسوستات شامل تهوع، اسهال، آرترالژی، سردرد، افزایش سطح آنزیم‌های سرمی کبدی و بثورات پوستی است.

## تداخلات دارویی
فبوکسوستات با استفاده همزمان از تئوفیلین و عوامل شیمی‌درمانی، یعنی آزاتیوپرین و ۶-مرکاپتوپورین منع مصرف دارد، زیرا می‌تواند غلظت این داروها در پلاسمای خون و در نتیجه سمیت آنها را افزایش دهد.

## فارماکولوژی

### مکانیسم عمل
فبوکسوستات یک مهارکننده غیر انتخابی پورین گزانتین اکسیداز است که با مسدود کردن غیر رقابتی مرکز پترین مولیبدن، که محل فعال گزانتین اکسیداز است، عمل می‌کند. گزانتین اکسیداز برای اکسیداسیون متوالی هیپوگزانتین و گزانتین به اسید اوریک مورد نیاز است؛ بنابراین، فبوکسوستات گزانتین اکسیداز را مهار می‌کند و در نتیجه تولید اسید اوریک را کاهش می‌دهد. فبوکسوستات هر دو نوع اکسید شده و احیا شده گزانتین اکسیداز را به دلیل اتصال محکم آن به محل پترین مولیبدن مهار می‌کند.